# 新伊萬尼夫卡 (海尼切斯克區)
46°27′35″N 34°49′50″E / 46.45972°N 34.83056°E
新伊萬尼夫卡（烏克蘭語：Новоіванівка）是位於烏克蘭南部的村莊，由赫爾松州海尼切斯克區的海尼切斯克市鎮負責管轄。該村始建於1923年，面積21.6平方公里，海拔高度25米，2001年人口324，人口密度每平方公里15人。